# Bailliage de Sarreguemines
Le bailliage de Sarreguemines ou bailliage de Sarguemine est une ancienne entité administrative du duché puis de la province de Lorraine, qui a existé de juin 1751 à 1790. Cette entité fut créée à la suite de la suppression du bailliage d'Allemagne, Sarreguemines en était le chef-lieu depuis 1698.

## Histoire
Rattaché à l'évêché de Metz (pour le spirituel), il était gouverné par la coutume générale de Lorraine. Excepté : Cocheren, Morsbach, Folckling, la cense de Gensbach, Henriville, Bening, Seinbouze et la Valette. Eux étaient régis par celle de l'évêché de Metz.
D'après M. Durival, au début du XVIIIe siècle, la langue française existait à peine dans ce bailliage. Plus tard dans les années 1770, elle y était parlée assez communément.
Par ailleurs, via l'édit de Stanislas du mois de septembre 1748, il fut ordonné que les procédures, sentences et actes des notaires s'y feraient en langue française.
À la suite de la Révolution française, le bailliage est supprimé et remplacé par un district.

## Composition
Communautés qui étaient dans le bailliage de Sarreguemines :
- Sarreguemines (et ses dépendances)
- Achen (et la cense de Hutting)
- Altrippe
- Altzing et Zinzing
- Augersmacher
- Bening
- Beren
- Le gros Blidestroff
- Le petit Blidestroff (et la cense de Vintring)
- Blisebrucken
- Boucquenom (et dépendances)
- Bousbach
- Cadeborn
- Cocheren, Morsbach, Folckling et la cense de Gensbach
- Diebling
- Ebersing
- Ebring
- Ellweiller
- Ernestweiller
- Etting
- Etzling
- Farschweiller (et la cense de Joannes-viller)
- Folperschweiller
- Forbach (et ses dépendances)
- Frawemberg[1]
- Gaubiving
- Grindweiller et Remering
- Guerschweiller
- Grand-Hambach, Petit-Hambach et Rodt
- Hecken-Ransbach
- Henriville
- Heylimer[2]
- Hilsprich
- Le Val-de-Holbing
- Honskirich
- St. Jean-Rhorbach
- Ipling ou Epling
- Kalhauzen
- Kappelen ou Cappel
- Kerbach
- Louperhausen
- Meingen et Bolchem
- Metzing, Nousweiller et Guebenhauzen
- Morsborn et Kastweiller
- Neufgrange
- Neunkirchen
- Nidergailbach
- Obergailbach
- Oetting
- Puttelange (avec Dieffembach et la cense d'Ederswiller)
- Gros-Rederching (et les censes d'Olberding & Brandelfing)
- Rémelfing
- Réning
- La petite-Rhorbach ou klein-Rhorbach
- La petite-Rosselle (avec la scierie de Schaffbach & la cense Stolzenborn)
- Saralbe (avec Eich, Reich, Saltzbronn, le Haras et les censes de Schottenhoff & Teckenhoff)
- Sarinsming ou Saarinsming
- Sarwerden (et ses dépendances)
- Schnecken
- Seinbouze
- Speicheren
- La verrerie-Sophie
- La petite Tennequin ou klein-Tennequin
- Tenteling
- La Vallette
- Villerwaldt
- Vittersbourg
- Vittring
- Weidesheim
- Weisweiller
- Wolffling